# Weno
Weno è una municipalità, nonché la capitale dello Stato di Chuuk uno degli Stati Federati di Micronesia. Situata sull'omonima isola ha una superficie di 18.8 km² e 13.856 abitanti. Sede degli uffici amministrativi, è dotata di un aeroporto internazionale e numerose strutture alberghiere.